# 김옥형
김옥형(1923년 12월 4일~2009년 1월 3일)은 대한민국의 정치인이다. 제5대 국회의원을 지냈다.

## 역대 선거 결과
|  | 25.42% |

|  | 26.97% |